# Antyle Holenderskie na Letnich Igrzyskach Olimpijskich 1976
Antyle Holenderskie na Letnich Igrzyskach Olimpijskich 1976 reprezentowało 2 zawodników, byli to sami mężczyźni.

## Judo
Mężczyźni
- Willem Maduro

kategoria do 95 kg - 18. miejsce
- Jaime Felipa

kategoria powyżej 95kg - 12. miejsce

## Lekkoatletyka
Mężczyźni
- Siegfried Regales

Bieg na 100 m - odpadł w pierwszej rundzie
- Raymond Heerenveen

Bieg na 400 m - odpadł w drugiej rundzie